# Dave Beasant
David John Beasant, más conocido como Dave Beasant (Londres, Inglaterra, 20 de marzo de 1959), es un futbolista inglés que se desempeñó como guardameta en clubes como el Wimbledon FC y el Chelsea FC. Su último equipo fue el Stevenage FC de Inglaterra con el que volvió a ponerse en actividad a sus 55 años y se convirtió en el jugador activo más longevo en el fútbol inglés a pesar de no haber jugado partidos oficiales durante la temporada.

## Selección nacional
Fue internacional con la Selección de fútbol de Inglaterra en 11 ocasiones. Debutó el 15 de noviembre de 1989, en un encuentro amistoso ante la selección de Italia que finalizó con marcador de 0-0.

### Participaciones en Copas del Mundo
| Mundial                        | Sede   | Resultado    |
| ------------------------------ | ------ | ------------ |
| Copa Mundial de Fútbol de 1990 | Italia | Cuarto lugar |

## Clubes
| Club                    | País       | Año         |
| ----------------------- | ---------- | ----------- |
| Wimbledon FC            | Inglaterra | 1979 - 1988 |
| Newcastle United        | Inglaterra | 1988 - 1989 |
| Chelsea FC              | Inglaterra | 1989 - 1992 |
| Grimsby Town            | Inglaterra | 1992        |
| Wolverhampton Wanderers | Inglaterra | 1992        |
| Chelsea FC              | Inglaterra | 1992 - 1993 |
| Southampton FC          | Inglaterra | 1993 - 1997 |
| Nottingham Forest       | Inglaterra | 1997 - 2001 |
| Portsmouth FC           | Inglaterra | 2001 - 2002 |
| Tottenham Hotspur       | Inglaterra | 2001        |
| Bradford City           | Inglaterra | 2002        |
| Wigan Athletic          | Inglaterra | 2002        |
| Brighton & Hove Albion  | Inglaterra | 2003        |
| Fulham FC               | Inglaterra | 2003 - 2004 |
| Stevenage FC            | Inglaterra | 2014        |

## Palmarés

### Campeonatos nacionales
| Título           | Club              | País       | Año     |
| ---------------- | ----------------- | ---------- | ------- |
| Fourth Division  | Wimbledon FC      | Inglaterra | 1982-83 |
| FA Cup           | Wimbledon FC      | Inglaterra | 1987-88 |
| Full Members Cup | Chelsea FC        | Inglaterra | 1989-90 |
| First Division   | Nottingham Forest | Inglaterra | 1997-98 |